# Шетлев
Шетлев (пол. Szetlew) — село в Польщі, у гміні Заґурув Слупецького повіту Великопольського воєводства.
Населення — 224 особи (2011).
У 1975-1998 роках село належало до Конінського воєводства.

## Демографія
Демографічна структура станом на 31 березня 2011 року:
|          | Загалом | Допрацездатний вік | Працездатний вік | Постпрацездатний вік |
| -------- | ------- | ------------------ | ---------------- | -------------------- |
| Чоловіки | 116     | 14                 | 87               | 15                   |
| Жінки    | 108     | 19                 | 65               | 24                   |
| Разом    | 224     | 33                 | 152              | 39                   |